# ACS Chemical Neuroscience
ACS Chemical Neuroscience (abrégé en ACS Chem. Neurosci.) est une revue scientifique à comité de lecture qui publie des articles concernant la chimie des neurosciences. L'actuel directeur de publication est Craig W. Lindsley (Vanderbilt University Medical Center).